# 山林明雄
山林 明雄（やまばやし あきお、1949年7月19日 - ）は、大阪府出身の元プロ野球選手。ポジションは投手・内野手・外野手。

## 来歴・人物
実家は大阪市で町工場を経営していたが、福井高校へ野球留学、系列の福井工業大学を経て、1971年ドラフト8位で大洋ホエールズへ入団。熊谷組へ内定していたがプロ入りに踏み切った。
大学時代にはエースで4番として大学選手権にも出場し、本塁打を放つ。リーグでは最高殊勲選手にも輝いた。オーバーハンドから低目へ速球をビシビシ決め、カーブをコーナーへうまく散らしてかわしていく投球が持味。
1975年に野手に転向。一軍出場することなく、1977年に現役引退。
引退後は妻の実家がある京都府舞鶴市へ移り住み、中学硬式チームの舞鶴ベースボールクラブの監督を務める。

## 詳細情報

### 年度別投手成績
- 一軍公式戦出場なし

### 背番号
- 62 （1972年）
- 52 （1973年 - 1977年）